# 787 v.Chr.

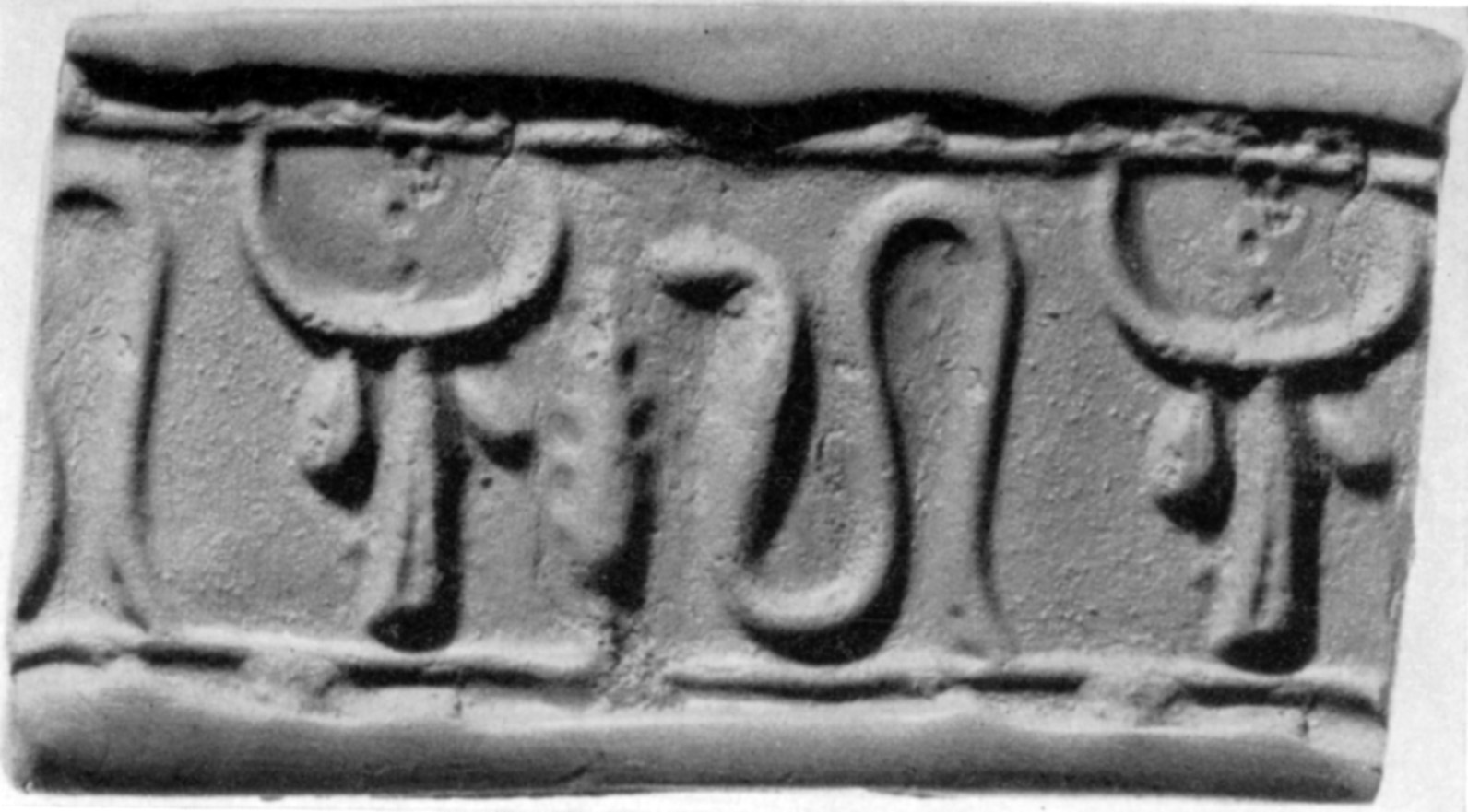
Urartees rolzegel

Het jaar 787 v.Chr. is een jaartal in de 8e eeuw v.Chr. volgens de christelijke jaartelling.

## Gebeurtenissen

### Klein-Azië
- Koning Argishte I van Urartu verovert het gebied langs de rivier de Araxes en het Erivan-meer.

### Egypte
- Koning Osorkon III - de derde farao van de 23e dynastie van Egypte - bestijgt de troon.

### Israël
- Koning Jerobeam II breidt zijn rijk uit tot aan de Eufraat. Hij regeert tot 747 v.Chr.

## Overleden
- Menuas, koning van Urartu